# Kronberger Bahn
| Blick aus der Luft auf die Kronberger Bahn in Bildmitte |                           |                                               |                                               |
| Streckennummer: | 3615                      |                                               |                                               |
| Kursbuchstrecke (DB): | 645.4                     |                                               |                                               |
| Kursbuchstrecke: | 172a (1934) 196a (1946)   |                                               |                                               |
| Streckenlänge: | 9,663 km                  |                                               |                                               |
| Spurweite: | 1435 mm (Normalspur)      |                                               |                                               |
| Stromsystem: | 15 kV 16,7 Hz ~           |                                               |                                               |
| Streckengeschwindigkeit: | 120 km/h                  |                                               |                                               |
| Zugbeeinflussung: | PZB                       |                                               |                                               |
| Zweigleisigkeit: | Rödelheim–Niederhöchstadt |                                               |                                               |
| |                           |                                               |                                               |
| \| \| \| von Frankfurt Hbf \| \| \| \| \| von Frankfurt-Höchst \| \| \| \| -0,144 \| Frankfurt-Rödelheim \| Frankfurt-Rödelheim \| \| \| \| nach Friedrichsdorf \| \| \| \| 2,00 \| Anst U. S. Army-Stützpunkt Rödelheim \| Anst U. S. Army-Stützpunkt Rödelheim \| \| \| 2,531 \| Eschborn Süd (Regionaltangente West, geplant) \| Eschborn Süd (Regionaltangente West, geplant) \| \| \| 4,171 \| Eschborn \| Eschborn \| \| \| 6,120 \| Niederhöchstadt \| Niederhöchstadt \| \| \| \| nach Bad Soden \| \| \| \| 8,220 \| Kronberg Süd \| Kronberg Süd \| \| \| 9,519 \| Kronberg (Taunus) \| Kronberg (Taunus) \| |                           |                                               |                                               |
| |                           | von Frankfurt Hbf                             |                                               |
| Abzweig geradeaus und von links |                           | von Frankfurt-Höchst                          | von Frankfurt-Höchst                          |
| Bahnhof | -0,144                    | Frankfurt-Rödelheim                           | Frankfurt-Rödelheim                           |
| Abzweig geradeaus und nach rechts |                           | nach Friedrichsdorf                           | nach Friedrichsdorf                           |
| Abzweig geradeaus und ehemals nach rechts | 2,00                      | Anst U. S. Army-Stützpunkt Rödelheim          | Anst U. S. Army-Stützpunkt Rödelheim          |
| S-Bahn-Turmhaltepunkt mit U-Bahn geradeaus unten (Querstrecke außer Betrieb) | 2,531                     | Eschborn Süd (Regionaltangente West, geplant) | Eschborn Süd (Regionaltangente West, geplant) |
| Bahnhof | 4,171                     | Eschborn                                      | Eschborn                                      |
| Bahnhof | 6,120                     | Niederhöchstadt                               | Niederhöchstadt                               |
| Abzweig geradeaus und nach links |                           | nach Bad Soden                                | nach Bad Soden                                |
| Haltepunkt / Haltestelle | 8,220                     | Kronberg Süd                                  | Kronberg Süd                                  |
| Kopfbahnhof Streckenende | 9,519                     | Kronberg (Taunus)                             | Kronberg (Taunus)                             |

Die Kronberger Bahn ist eine 1874 eröffnete Eisenbahnstrecke im Westen von Frankfurt am Main und heute ein Teil der S-Bahn Rhein-Main. 
Sie zweigt im Bahnhof Frankfurt-Rödelheim von der Bahnstrecke Frankfurt–Friedrichsdorf ab und führt in den Vortaunus hinein bis nach Kronberg. In Niederhöchstadt auf dem Stadtgebiet von Eschborn zweigt seit 1970/72 außerdem die Limesbahn von der Kronberger Bahn ab.
Die Strecke zählt inklusive Rödelheim sechs Stationen und wird seit 1978 von der Linie S4 befahren, die von Rödelheim weiter über die Bahnstrecke Frankfurt–Friedrichsdorf zum Hauptbahnhof verkehrt.

## Geschichte
Die Cronberger Eisenbahn-Gesellschaft eröffnete am 1. November 1874 den Personenverkehr auf der 9,5 Kilometer langen Strecke ab dem Bahnhof Frankfurt-Rödelheim; der stets unbedeutend gebliebene Güterverkehr folgte am 1. März 1875. Die Preußische Konzession datiert vom 26. Juni 1872. Aufgabe der Bahn war es, den damals schon starken Ausflugsverkehr von Frankfurt in den Vordertaunus zu bedienen. Da hier auch schon zahlreiche wohlhabende Frankfurter Bürger ihren (Zweit-)Wohnsitz begründet hatten, begann damals der bis heute stetig wachsende Pendlerverkehr. So führte man bald auch durchgehende Züge von Frankfurt nach Kronberg.
Am 1. August 1914 ging das Eigentum an der Gesellschaft auf den Preußischen Staat über, die Strecke wurde Teil der Preußischen Staatseisenbahnen und der Eisenbahndirektion Frankfurt.
Die besondere Bedeutung der Strecke zeigt sich in der Tatsache, dass die Deutsche Bundesbahn lange vor der Eröffnung der S-Bahn Rhein-Main hier – ebenso wie nach Bad Homburg – ab Sommerfahrplan 1954 einen stündlichen/halbstündlichen Taktverkehr mit Nahschnellverkehrszügen einrichtete. Seit dem 27. September 1970 fahren die Züge elektrisch. Seit dem 28. Mai 1978 ist die Strecke Teil der Linie S4 der S-Bahn Rhein-Main mit durchgehendem Verkehr zunächst bis zur Frankfurter Hauptwache.

## Streckenausbau

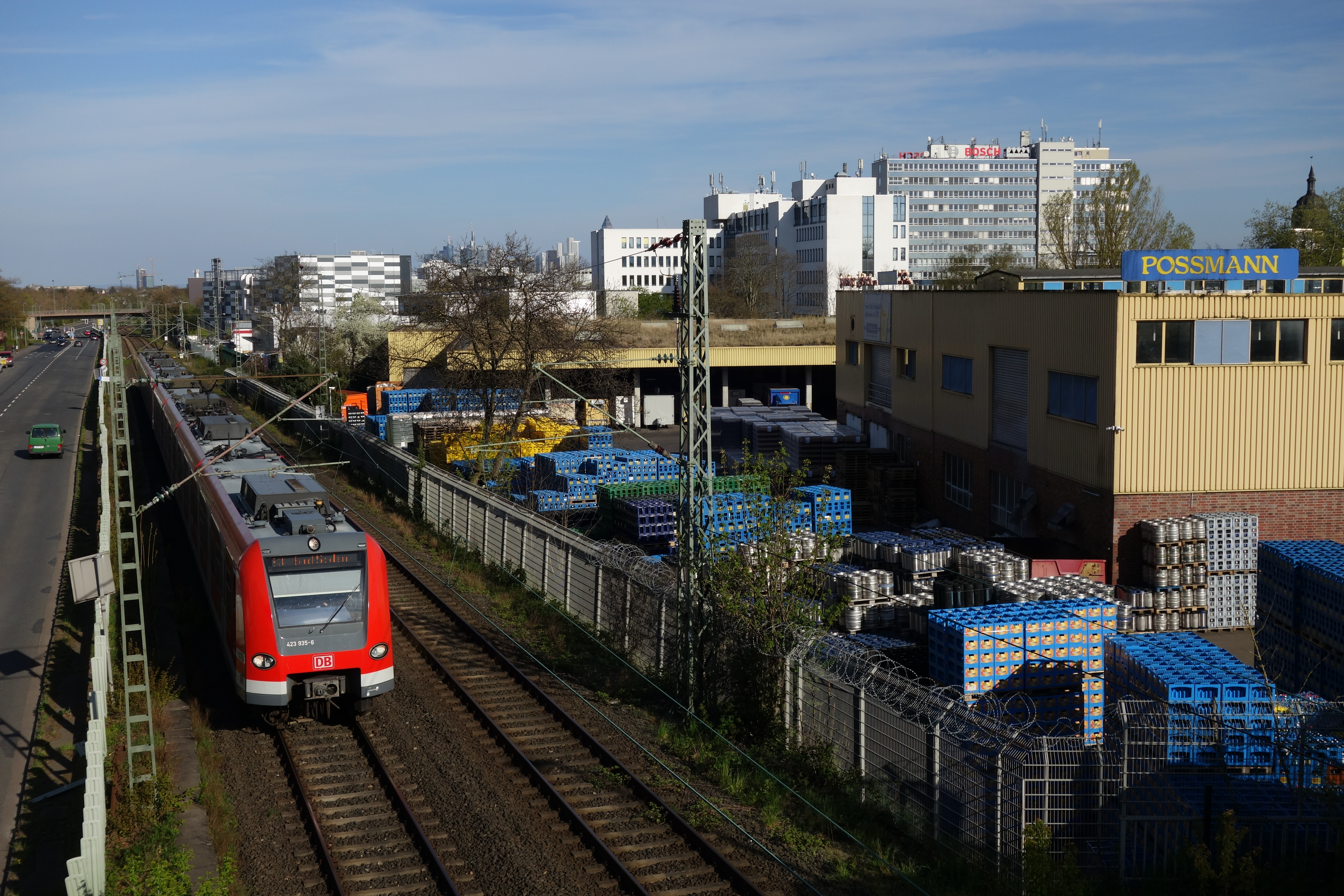
S 3 nach Bad Soden auf der Kronberger Bahn entlang des Rödelheimer Gewerbegebiets

Die Strecke erhielt am 22. Dezember 1970 einen Abzweig, die Limesbahn, von Niederhöchstadt nach Schwalbach am Taunus, der am 6. November 1972 bis Bad Soden am Taunus verlängert wurde und heute von der S3 Frankfurt Süd–Bad Soden befahren wird.
Die Strecke war anfangs zur Gänze eingleisig; im Zuge der Integration in das S-Bahn-Netz wurde der Abschnitt Rödelheim–Niederhöchstadt sukzessive zweigleisig ausgebaut, lediglich das Teilstück Niederhöchstadt–Kronberg ist, als eine von wenigen S-Bahn-Strecken im Rhein-Main-Gebiet, nach wie vor eingleisig.
Längst abgerissen ist ein eingleisiger Anschluss, der etwa bei Kilometer 2,1 abzweigte in südwestlicher Richtung zu einem Gelände der U. S. Army in Rödelheim. Zu der kurzen Strecke gehörte auch eine eigene Brücke über die A 5, 250 Meter südlich der Brücke der Kronberger Bahn. Der Army-Standort, an dem sich unter anderem Wartungseinheiten und eine Druckerei befanden, wurde ab 1989 aufgelöst, zuletzt schloss die Druckerei 2008. Die Brücke wurde im Herbst 2017 abgerissen. Die Gleise wurden fast komplett entfernt, aber der Schotter der Trasse westlich der Autobahn liegt immer noch dort, ebenso die Gleise im Asphalt an der Kreuzung mit einem Feldweg sowie Reste eines Prellbocks nahe dem einstigen Abzweig (Stand 2024). Der Verlauf dieses Teils der Strecke ist auch deutlich auf Luftaufnahmen zu erkennen, wie beispielsweise bei Google Maps.

## Heutige Situation

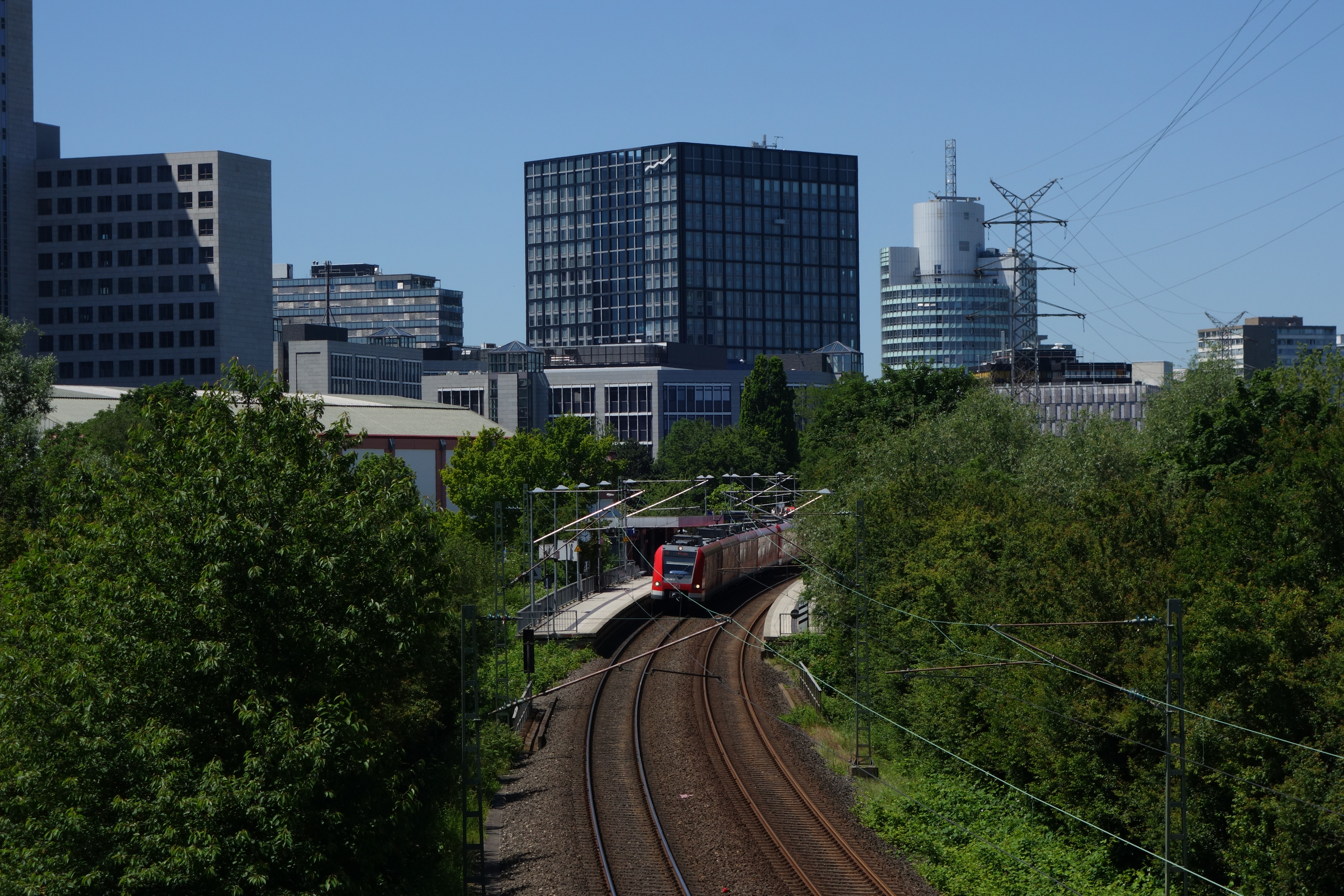
Triebzug der DB-Baureihe 423 als S-Bahn der Linie S 4 von Kronberg nach Langen im Haltepunkt Eschborn Süd; darüber das Gebäude The Cube der Deutschen Börse

Der Haltepunkt Eschborn Süd zur Erschließung des Eschborner Banken- und Bürogebietes wurde im Zuge der S-Bahn-Eröffnung 1978 in Betrieb genommen und von 2007 bis 2008 barrierefrei umgebaut.
Die Station Eschborn Süd soll zum Kreuzungsbahnhof mit der in Bau befindlichen Regionaltangente West werden.
Zudem gab es zwischen Niederhöchstadt und Kronberg die Werkshaltestelle Werk Braun, die nur während der Hauptverkehrszeit angefahren wurde und ausschließlich für Mitarbeiter der Braun GmbH nutzbar war. Diese wurde Ende der 1990er Jahre ausgebaut und 1999 unter dem Namen Kronberg Süd für die Öffentlichkeit freigegeben und fortan von allen Zügen bedient.